# Bayerprocessen
Bayerprocessen är en metallurgisk process där aluminiumoxid extraheras från bauxit.
Bauxit tvättas i natriumhydroxid vid 175°C, aluminiumoxiden löser sig sedan i den flytande natriumhydroxiden och blir till aluminiumhydroxid, medan resten av bauxiten bildar slagg.
Al2O3 + 2 OH- + 3 H2O → 2 [Al(OH)4]-
När blandningen svalnar kommer aluminiumhydroxiden att förbli som ett fast ämne och kan extraheras. Aluminiumhydroxiden värms sedan upp till 1050°C, vattnet i aluminiumhydroxiden avdunstar varvid ren aluminiumoxid erhålls.
2 Al(OH)3 → Al2O3 + 3 H2O